# Gasteropelecus
Pour les articles homonymes, voir Poisson-hachette.
Genre
Le genre Gasteropelecus ne concerne que trois espèces de poissons américains de la famille des Gasteropelecidae. Ces poissons sont communément appelés « poissons-hachettes » en raison de leur forme caractéristique. Ils vivent essentiellement juste en dessous de la surface de l'eau.

## Liste des espèces
Selon FishBase (25 juin 2015):
- Gasteropelecus levis (Eigenmann, 1909)
- Gasteropelecus maculatus Steindachner, 1879
- Gasteropelecus sternicla (Linnaeus, 1758)